# Cerkiew św. Mikołaja w Smolniku
Cerkiew św. Mikołaja w Smolniku – dawna łemkowska cerkiew greckokatolicka wybudowana w 1806 Smolniku.
Od 1979 użytkowana jako kościół filialny parafii rzymskokatolickiej w Nowym Łupkowie. Cerkiew wpisano na listę zabytków w 1995.

## Historia
Cerkiew została zbudowana w 1806. W czasie drugiej wojny światowej w 1944 poważnemu uszkodzeniu uległ dach i wieża świątyni. W latach 1956–1961 przejęta i użytkowana przez parafię rzymskokatolicką w Komańczy. W tym czasie remontowana. W latach 1961–1968 zamknięta i w tym okresie okradziona z części ikon i sprzętów liturgicznych. Od 1968 ponownie w użytkowaniu przez parafię rzymskokatolicką w Komańczy a od 1979 w Nowym Łupkowie. Remont świątyni przeprowadzono w 1973, a ponowny rozpoczęto w 1995. Obecnie (2015) prowadzony jest gruntowny remont elewacji świątyni. Wcześniej (2014) został wyremontowany dach.

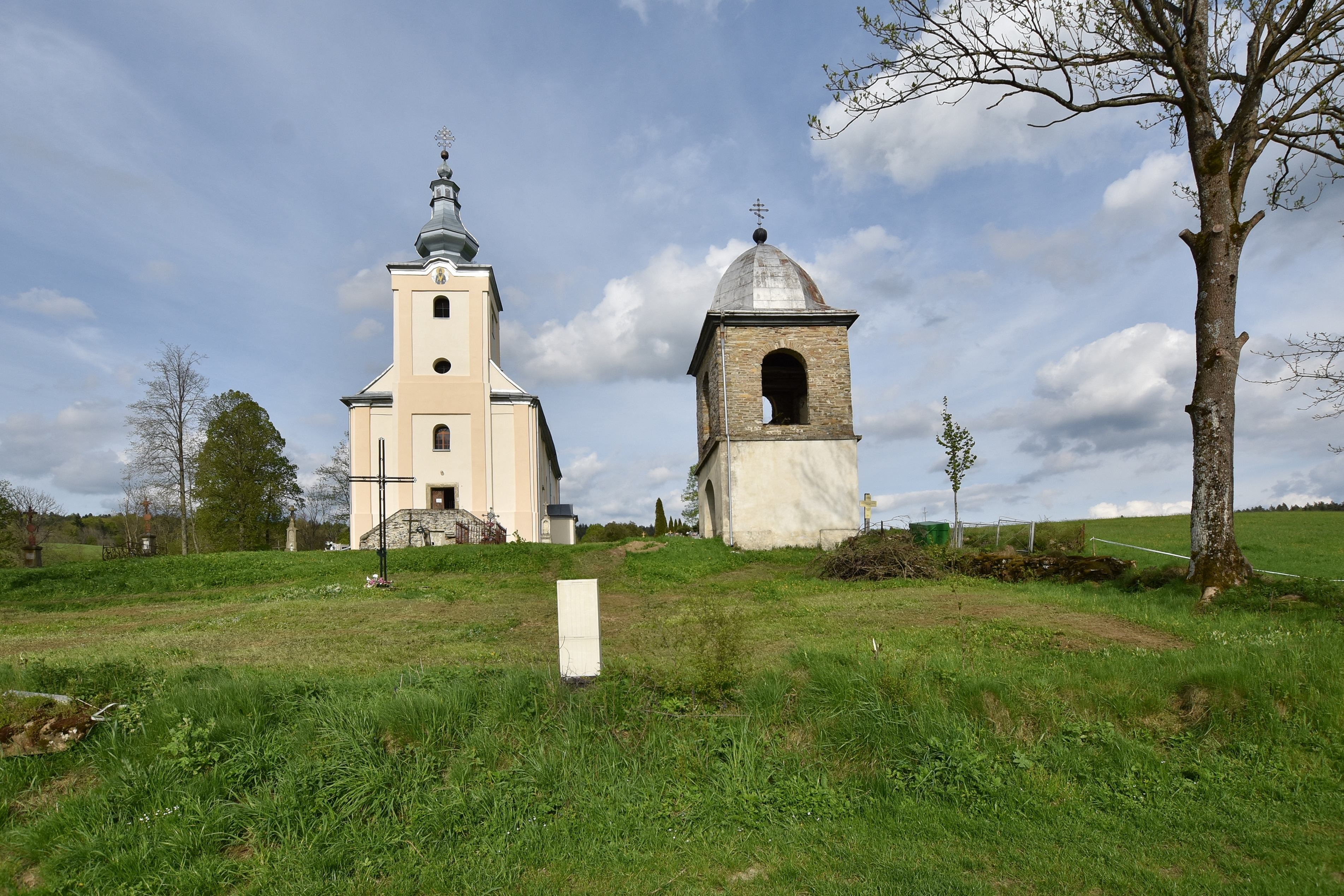
Elewacja frontowa
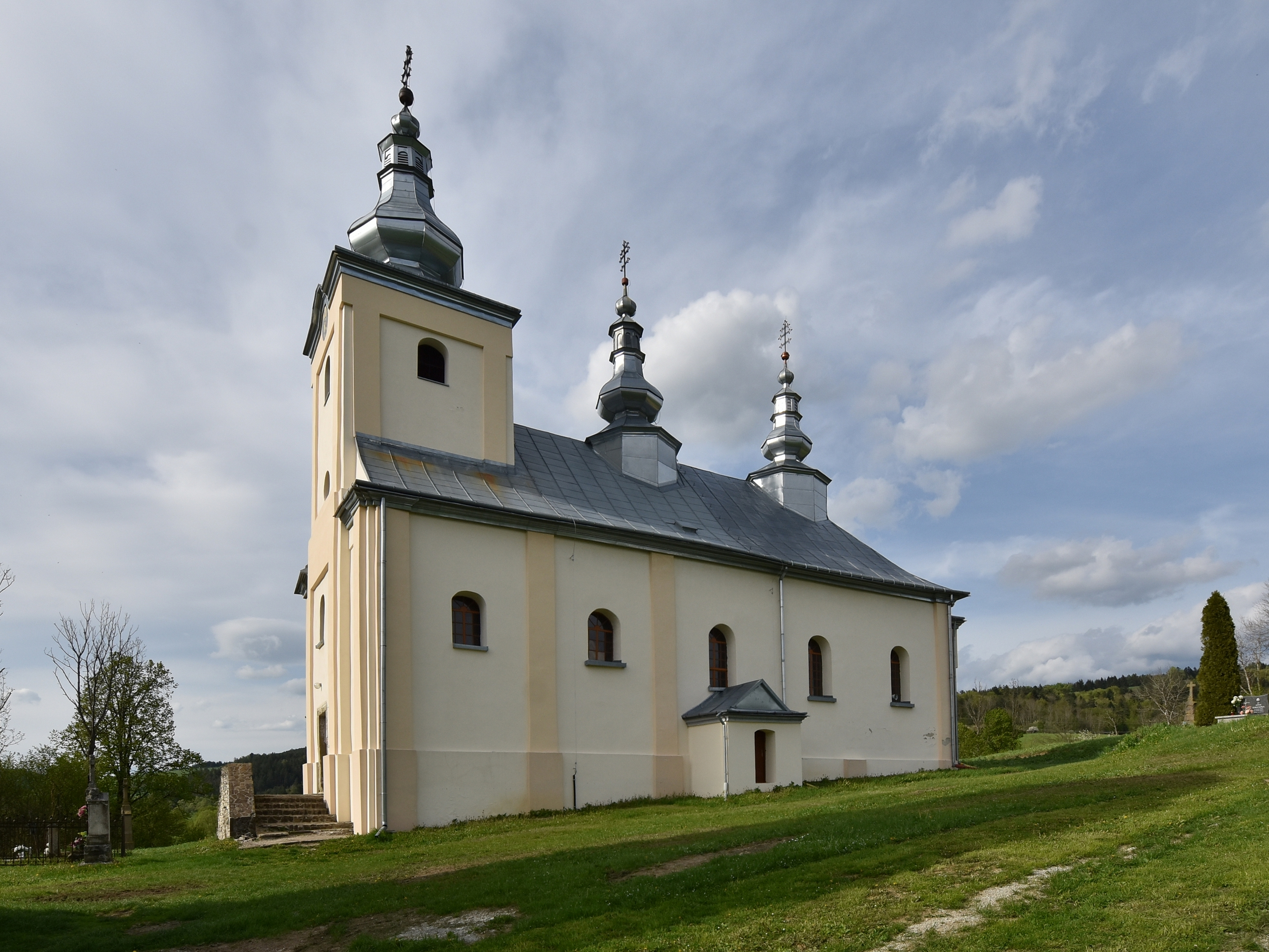
Elewacja boczna
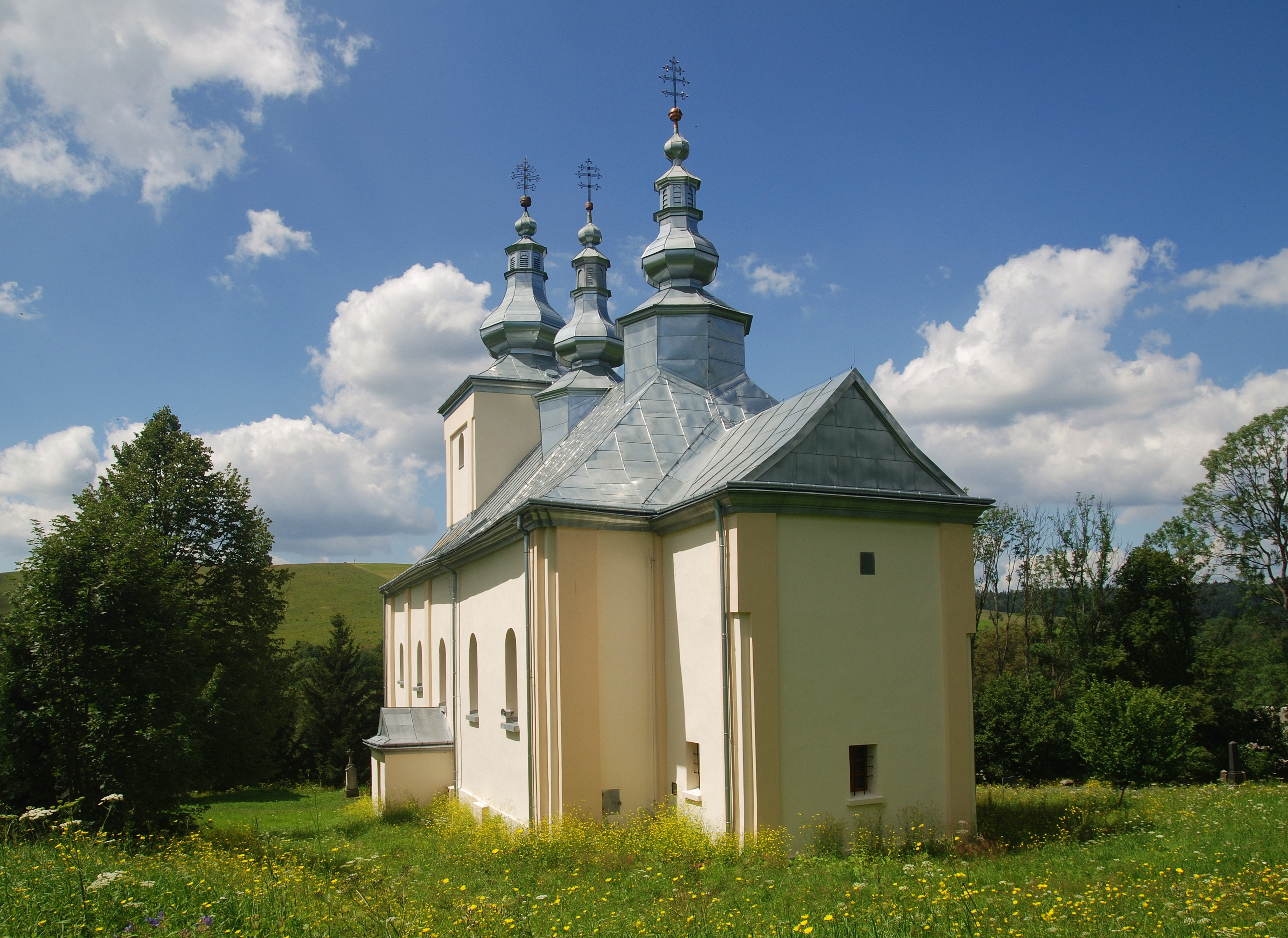
Widok od strony prezbiterium

## Architektura
Architektura świątyni o charakterze barokowym. Jest to cerkiew orientowana, murowana, otynkowana. Budulcem był kamień na zaprawie wapienno-glinianej z dodatkiem słomy. Zbudowana na rzucie prostokąta z wysoką czworoboczną cebulastą wieżą nad przedsionkiem wtopioną w dach nawy. Dach kalenicowy zwieńczony dwoma ośmiobocznymi wieżyczkami nad nawą i prezbiterium zakończonymi krzyżami, pokryty blachą. 

## Wnętrze świątyni

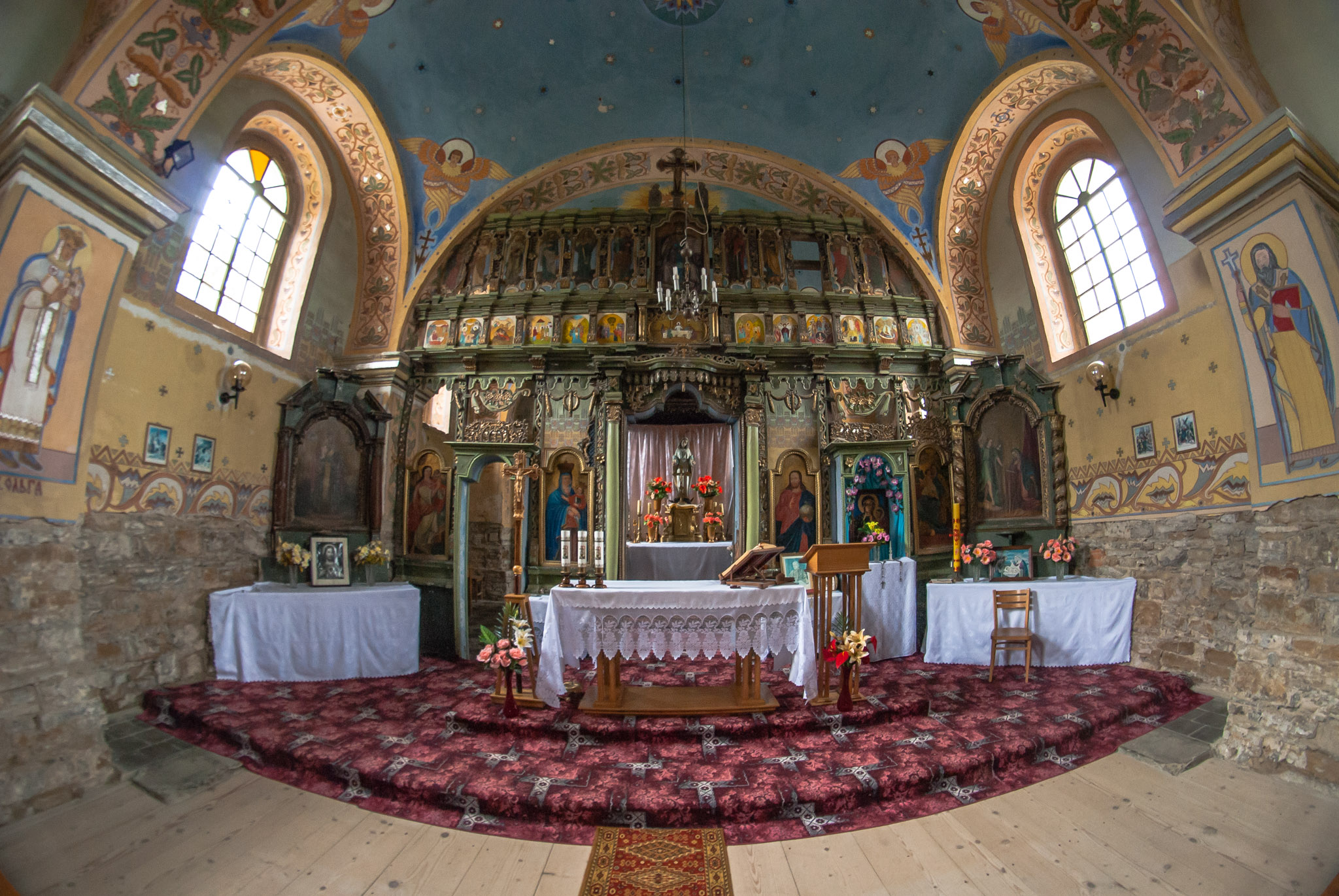
Wnętrze świątyni

Wewnątrz nawy zachowała się polichromia figuralna (między innymi św.św. Cyryla i Metodego i św. Olgi) oraz po obu jej stronach marmurowe epitafia ks. Bazylego Ławrowskiego parocha a zarazem właściciela Smolnika i jego żony Pelagii. Natomiast ikonostas z bogatą dekoracją snycerską jest niekompletny. Z pozostałych elementów wyposażenia zachowały się dwa ołtarze boczne św. Mikołaja i Zwiastowania Najświętszej Panny Marii.

## Wokół cerkwi
Na południowy zachód od świątyni stoi murowana dwukondygnacyjna zabytkowa dzwonnica. Zbudowana z kamienia na planie kwadratu z namiotowym dachem i dwoma małymi dzwonami. Na wschód od cerkwi znajduje się cmentarz przycerkiewny z kilkoma starymi kamiennymi nagrobkami, między innymi pochowany jest tu paroch smolnicki ks. Pawło Stukocz (1855–1922). Cmentarz nadal jest użytkowany.